# Craig Ireland
Craig Ireland (* 22. Oktober 1997 in Beamsville) ist ein kanadischer Volleyballspieler. Der Außenangreifer spielte in der Saison 2020/21 bei den SWD Powervolleys Düren.

## Karriere
Ireland begann seine Karriere an der St. Ignatius of Loyola Catholic Secondary School in Oakville. Von 2015 bis 2020 studierte er an der McMaster University und spielte in der Universitätsmannschaft Marauders. 2020 wurde der Außenangreifer vom deutschen Bundesligisten SWD Powervolleys Düren verpflichtet. In der Saison 2020/21 unterlagen die SWD Powervolleys im Playoff-Halbfinale gegen Berlin und wurden Dritter. Danach wechselte Ireland zum niederländischen Erstligisten Abiant Lycurgus Groningen.
Ireland nahm 2014 mit Zachary Albert an der Beachvolleyball-Weltmeisterschaft der U19 in Porto teil.